# Yvonne Bourgeois
Yvonne Renée Suzanne Bourgeois (Parijs, 6 mei 1902 – Parijs, 12 juni 1983) was een tennisspeelster uit Frankrijk.
In 1923 won ze het dubbelspel van Roland Garros, maar omdat het in dat jaar nog slechts toegankelijk was voor leden van Franse tennisclubs, gold dat nog niet als een grandslamtoernooi.
In 1924 nam Bourgeois samen met Marguerite Broquedis voor Frankrijk deel aan het dubbelspel op de Olympische Zomerspelen – zij eindigden op de vierde plaats.
Naast tennis was Bourgeois ook een begenadigd kunstrijder op de schaats. Samen met haar schoonbroer Francis Pigueron werd zij nationaal kampioen in 1922 en 1923.
In 1930 trouwde Bourgeois met Yann Le Quellec en stopte ze met tennis en begon met het spelen van golf. Ook in deze sport was ze succesvol, en op 46-jarige leeftijd werd ze Frans kampioen bij de amateurs.